# Cagnano Amiterno
Cagnano Amiterno é uma comuna italiana da região dos Abruzos, província de Áquila, com cerca de 1 509 habitantes. Estende-se por uma área de 60 km², tendo uma densidade populacional de 25 hab/km². Faz fronteira com Antrodoco (RI), Barete, Borbona (RI), Áquila, Montereale.

## Demografia
| Variação demográfica do município entre 1861 e 2011                               |
|                                                                                   |
| Fonte: Istituto Nazionale di Statistica (ISTAT) - Elaboração gráfica da Wikipedia |